# Commission électorale nationale indépendante (Togo)
Pour les articles homonymes, voir Commission électorale nationale indépendante.
La Commission électorale nationale indépendante est un organisme de l'État togolais chargé de l'organisation et de la supervision des élections et des référendums au Togo. Elle a été créée par la loi du 29 mai 2012.